# NGC 1413
NGC 1413 ist eine elliptische Galaxie vom Hubble-Typ E im Sternbild Eridanus südlich des Himmelsäquators. Sie ist schätzungsweise 416 Millionen Lichtjahre von der Milchstraße entfernt und hat einen Durchmesser von etwa 120.000 Lj.
Im selben Himmelsareal befinden sich u. a. die Galaxien NGC 1372, NGC 1388, NGC 1405, IC 1975.
Das Objekt wurde im Jahr 1885 vom US-amerikanischen Astronomen Francis Leavenworth entdeckt.